# Drenaggio di Penrose

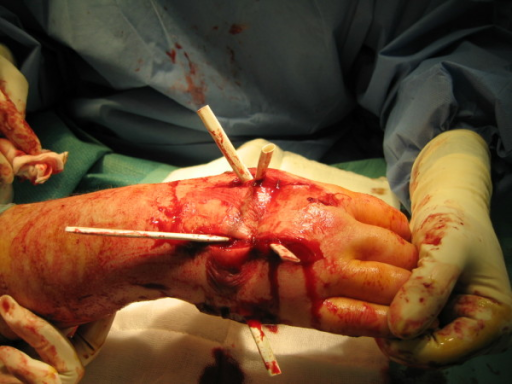
Immagine intraoperativa della regione dorsale della mano destra del paziente dopo aver rimosso l'ematoma, aspirazione del contrasto iodinato e fasciotomia. Sono stati lasciati sei drenaggi di Penrose e le ferite sono state bendate

Il drenaggio di Penrose è un drenaggio chirurgico di tipo passivo a conformazione piatta che sfrutta la gravità per evacuare essudati e trasudati.
Generalmente in forma di tubo in gomma di latex, è morbido, pieghevole, si sterilizza facilmente e causa una minima reazione da corpo estraneo.
Viene utilizzato più comunemente per drenare gli spazi sottocutanei.